# Babsk
Babsk is een dorp in de Poolse woiwodschap Łódź. Het dorp ligt 75 kilometer ten zuidwesten van Warschau, in het historische landsdeel Mazovië op het traject van de E67. Het dorp telt 690 inwoners (2004) en ligt op en hoogte van 150 m.
Het dorp werd voor het eerst vermeld begin 15e eeuw. Belangrijkste bezienswaardigheid is de Sint-Antoniuskerk.
De plaats maakt deel uit van de gemeente Biała Rawska.

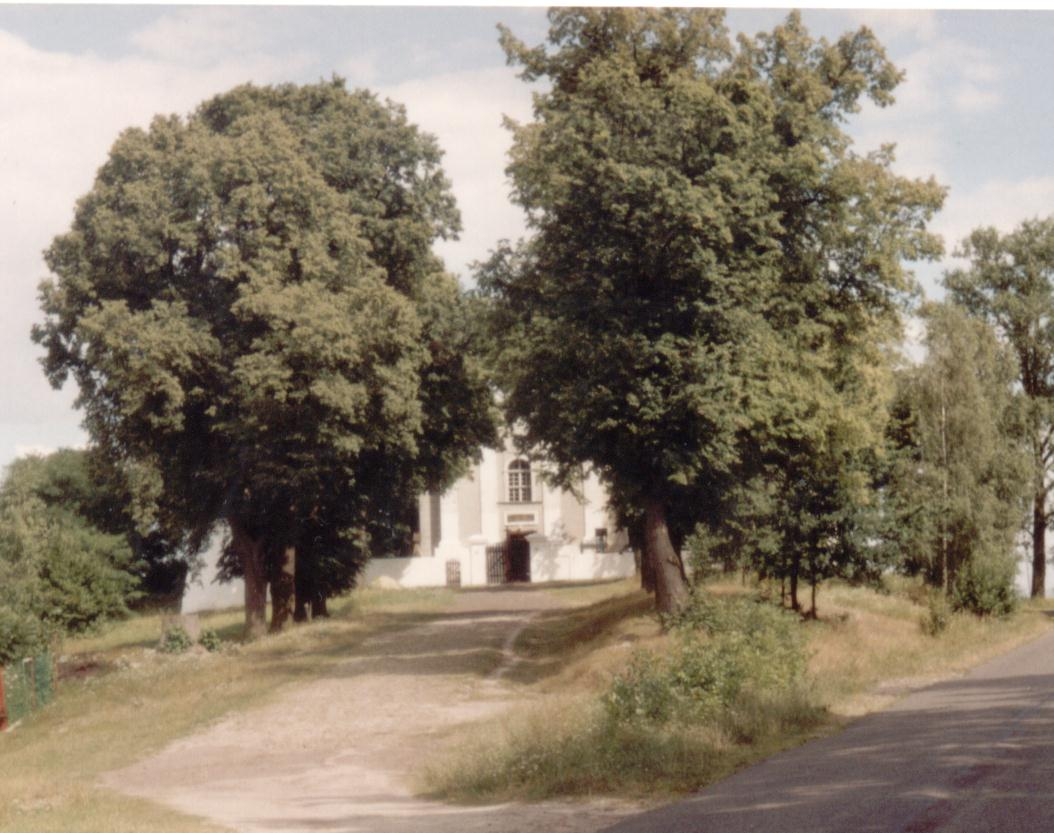
Kerk (1806)

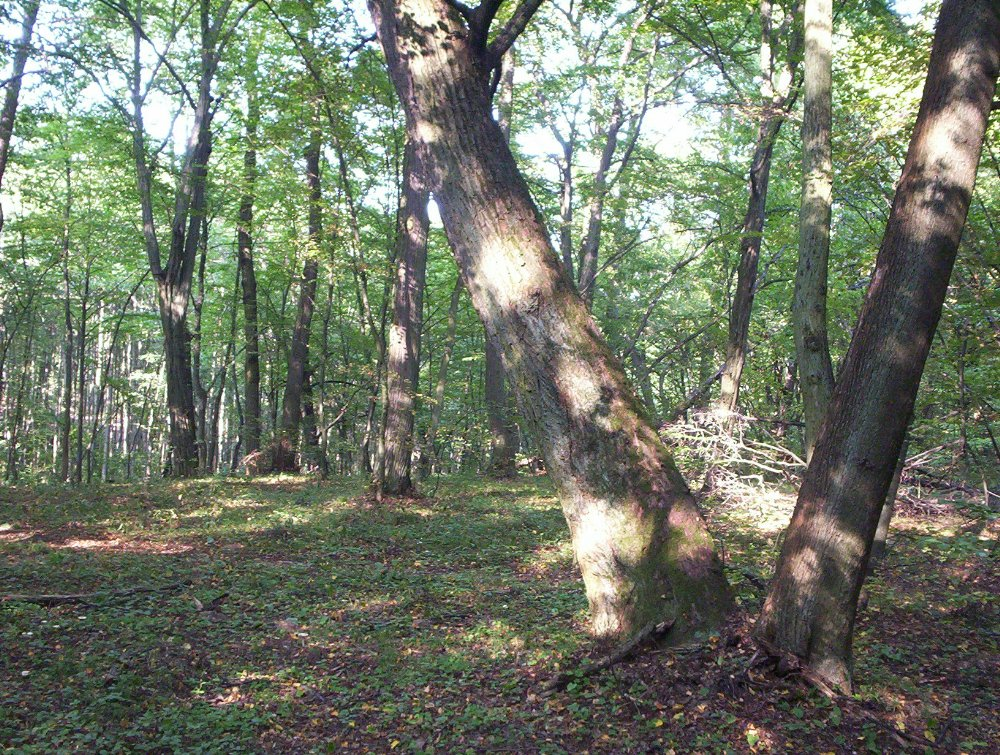
Natuurgebied Babsk